# The Telephone Call (film 1910)
The Telephone Call è un cortometraggio muto del 1910 diretto da Lewin Fitzhamon.

## Trama
Una donna tiene sotto tiro un ladro con la pistola mentre sta telefonando al marito.

## Produzione
Il film fu prodotto dalla Hepworth.

## Distribuzione
Distribuito dalla Hepworth, il film - un cortometraggio di 129,54 metri - uscì nelle sale cinematografiche britanniche nel maggio 1910.
Si conoscono pochi dati del film che, prodotto dalla Hepworth, fu distrutto nel 1924 dallo stesso produttore, Cecil M. Hepworth. Fallito, in gravissime difficoltà finanziarie, il produttore pensò in questo modo di poter almeno recuperare il nitrato d'argento della pellicola.